# Правительство Чеченской Республики
Правительство Чеченской Республики (чечен. Нохчийн Республикин Ӏедал) — высший орган исполнительной власти в Чеченской Республике.

## Полномочия
Согласно ст. 93 Конституции Чеченской Республики, правительство:
- разрабатывает и осуществляет меры по обеспечению комплексного социально-экономического развития Чеченской Республики, участвует в проведении единой государственной политики в области финансов, науки, образования, здравоохранения, культуры, физической культуры и спорта, социального обеспечения, безопасности дорожного движения и экологии.
- осуществляет в пределах своих полномочий меры по реализации, обеспечению и защите прав и свобод человека и гражданина, охране собственности и общественного порядка, противодействию терроризму и экстремизму, борьбе с преступностью;
- осуществляет в пределах своих полномочий меры по обеспечению государственных гарантий равенства прав, свобод и законных интересов человека и гражданина независимо от расы, национальности, языка, отношения к религии и других обстоятельств; предотвращению ограничения прав и дискриминации по признакам социальной, расовой, национальной, языковой или религиозной принадлежности; сохранению и развитию этнокультурного многообразия народов Российской Федерации, проживающих на территории Чеченской Республики, их языков и культуры; защите прав национальных меньшинств; социальной и культурной адаптации мигрантов; профилактике межнациональных (межэтнических) конфликтов и обеспечению межнационального и межконфессионального согласия;
- разрабатывает для представления Главой Чеченской Республики в Парламент Чеченской Республики проект бюджета Чеченской Республики, определяет порядок разработки и корректировки документов стратегического планирования, находящихся в ведении Правительства Чеченской Республики, и утверждает их;
- готовит ежегодные отчеты о результатах своей деятельности, в том числе по вопросам, поставленным Парламентом Чеченской Республики, сводный годовой доклад о ходе реализации и об оценке эффективности государственных программ Чеченской Республики и ежегодный обязательный публичный отчет о результатах независимой оценки качества условий оказания услуг организациями в сфере культуры, охраны здоровья, образования, социального обслуживания, которые расположены на территории Чеченской Республики, а также о принимаемых мерах по совершенствованию деятельности организаций, учредителем которых является Чеченская Республика, для представления их Председателем Правительства Чеченской Республики в Парламент Чеченской Республики;
- обеспечивает исполнение бюджета Чеченской Республики и подготавливает отчет об исполнении указанного бюджета, ежегодные отчеты о ходе исполнения плана мероприятий по реализации стратегии социально-экономического развития Чеченской Республики для представления их Главой Чеченской Республики в Парламент Чеченской Республики;
- формирует иные органы исполнительной власти Чеченской Республики;
- управляет и распоряжается собственностью Чеченской Республики в соответствии с законами Чеченской Республики, а также управляет федеральной собственностью, переданной в управление Чеченской Республике в соответствии с федеральными законами и иными нормативными правовыми актами Российской Федерации;
- вправе предложить органу местного самоуправления, выборному или иному должностному лицу местного самоуправления привести в соответствие с законодательством Российской Федерации изданные ими правовые акты, в случае если указанные акты противоречат Конституции Российской Федерации, федеральным законам и иным нормативным правовым актам Российской Федерации, Конституции Чеченской Республики, законам и иным нормативным правовым актам Чеченской Республики, а также вправе обратиться в суд;
- осуществляет возложенные на него полномочия, установленные нормативными правовыми актами Президента Российской Федерации и нормативными правовыми актами Правительства Российской Федерации, предусматривающими передачу осуществления органам исполнительной власти субъектов Российской Федерации отдельных полномочий федеральных органов исполнительной власти в соответствии с федеральным законом;
- осуществляет иные полномочия, установленные федеральными законами, Конституцией Чеченской Республики, а также соглашениями с федеральными органами исполнительной власти, предусмотренными статьей 78 Конституции Российской Федерации.

## Члены Правительства
| Председатель Правительства | Председатель Правительства | Председатель Правительства | Председатель Правительства | Председатель Правительства  |
| Должность | Портрет                    | Имя и фамилия              | Партия                     | Срок пребывания в должности |
| --- | -------------------------- | -------------------------- | -------------------------- | --------------------------- |
| Председатель Правительства Чеченской Республики                                                                                                  |                            | Магомед Даудов             | Единая Россия              | с мая 2024                  |
| Заместители Председателя Правительства |                            |                            |                            |                             |
| Должность | Портрет                    | Имя и фамилия              | Партия                     | Срок пребывания в должности |
| Первый заместитель Председателя Правительства Чеченской Республики - министр автомобильных дорог Чеченской Республики                            |                            | Иса Тумхаджиев             | Единая Россия              | с ноября 2023               |
| Заместитель Председателя Правительства Чеченской Республики                                                                                      |                            | Абузайд Висмурадов         | Единая Россия              | с марта 2020                |
| Заместитель Председателя Правительства Чеченской Республики - министр сельского хозяйства Чеченской Республики                                   |                            | Висхан Мацуев              | Единая Россия              | с июня 2023                 |
| Заместитель Председателя Правительства Чеченской Республики - Министр труда, занятости и социального развития Чеченской Республики               |                            | Усман Баширов              | Единая Россия              | с октября 2023              |
| Заместитель Председателя Правительства Чеченской Республики - министр финансов Чеченской Республики                                              |                            | Султан Тагаев              | Единая Россия              | с апреля 2017               |
| Заместитель Председателя Правительства Чеченской Республики - министр экономического и территориального развития Чеченской Республики            |                            | Рустам Шаптукаев           | Единая Россия              | с мая 2024                  |
| Заместитель Председателя Правительства Чеченской Республики - Полномочный представитель Чеченской Республики при Президенте Российской Федерации |                            | Бекхан Таймасханов         | Единая Россия              | с ноября 2008               |
| Состав Кабинета министров |                            |                            |                            |                             |
| Должность | Портрет                    | Имя и фамилия              | Партия                     | Срок пребывания в должности |
| Министр Культуры Чеченской Республики |                            | Иса Ибрагимов              | Единая Россия              | с августа 2024              |
| Министр Чеченской Республики по физической культуре и спорту                                                                                     |                            | Ахмат Кадыров              | Единая Россия              | с мая 2024                  |
| Министр образования и науки Чеченской Республики                                                                                                 |                            | Хож-Бауди Дааев            | Единая Россия              | с ноября 2021               |
| Министр здравоохранения Чеченской Республики |                            | Адам Алханов               | Единая Россия              | с октября 2023              |
| Министр транспорта, связи и цифрового развития Чеченской Республики                                                                              |                            | Адам Черхигов              | Беспартийный               | с июня 2024                 |
| Министр промышленности и торговли Чеченской Республики                                                                                           |                            | Темирлан Хучиев            | Единая Россия              | с августа 2024              |
| Министр строительства, жилищно-коммунального хозяйства и энергетики Чеченской Республики                                                         |                            | Муслим Зайпуллаев          | Единая Россия              | с октября 2016              |
| Министр Чеченской Республики по национальной политике, внешним связям, печати и информации                                                       |                            | Ахмед Дудаев               | Единая Россия              | с апреля 2021               |
| Министр Чеченской Республики по делам молодежи                                                                                                   |                            | Рамзан Висмурадов          | Беспартийный               | с мая 2024                  |
| Министр Чеченской Республики по туризму |                            | Муслим Байтазиев           | Единая Россия              | с июля 2018                 |
| Министр природных ресурсов и охраны окружающей среды Чеченской Республики                                                                        |                            | Шарпуди Абдулазизов        | Единая Россия              | с декабря 2023              |
| Министр имущественных и земельных отношений Чеченской Республики                                                                                 |                            | Ахмед Бетельгереев         | Единая Россия              | с мая 2025                  |

## Представители вСовете ФедерацииФедерального собрания
1. Завгаев, Ахмар Гапурович (24 октября 2000 года — 7 декабря 2003 года);
2. Джабраилов, Умар Алиевич (14 января 2004 года — 7 октября 2009 года);
3. Геремеев, Сулейман Садулаевич (3 февраля 2010 года — полномочия истекают в сентябре 2021 года).